# Шабријан
Шабријан (фр. Chabrillan) насеље је и општина у источној Француској у региону Рона-Алпи, у департману Дром која припада префектури Ди.
По подацима из 2011. године у општини је живело 665 становника, а густина насељености је износила 37,46 становника/km². Општина се простире на површини од 17,75 km². Налази се на средњој надморској висини од 236 метара (максималној 352 m, а минималној 149 m).

## Демографија
| 1962. | 1968. | 1975. | 1982. | 1990. | 1999. | 2011. |
| ----- | ----- | ----- | ----- | ----- | ----- | ----- |
| 429   | 474   | 494   | 544   | 629   | 608   | 665   |

График промене броја становника у току последњих година